# XXIII Copa de España (football americano)
La XXIII Copa de España è stata la 23ª edizione (22ª disputata) della coppa nazionale di football americano, organizzata dalla FEFA.

## Squadre partecipanti
| Club                   | Città               | Stadio | Sponsor ufficiale | Risultato nella stagione 2017 |
| ---------------------- | ------------------- | ------ | ----------------- | ----------------------------- |
| Badalona Dracs         | Badalona            |        |                   |                               |
| Camioneros de Coslada  | Coslada             |        |                   |                               |
| Gijón Mariners         | Gijón               |        |                   |                               |
| Las Rozas Black Demons | Las Rozas de Madrid |        |                   |                               |
| Murcia Cobras          | Murcia              |        |                   |                               |

## Tabellone
|  | Wild Card | Wild Card      | Wild Card |  |  | Semifinali | Semifinali             | Semifinali |  |  | XXIII Finale | XXIII Finale           | XXIII Finale |
|  |           |                |           |  |  |            |                        |            |  |  |              |                        |              |
|  |           |                |           |  |  |            | Badalona Dracs         | 47         |  |  |              |                        |              |
|  |           | Gijón Mariners | 14        |  |  |            | Gijón Mariners         | 10         |  |  |              |                        |              |
|  |           | Murcia Cobras  | 6         |  |  |            |                        |            |  |  |              | Badalona Dracs         | 24           |
|  |           |                |           |  |  |            |                        |            |  |  |              | Las Rozas Black Demons | 0            |
|  |           |                |           |  |  |            | Las Rozas Black Demons | 21         |  |  |              |                        |              |
|  |           |                |           |  |  |            | Camioneros de Coslada  | 7          |  |  |              |                        |              |

## Wild Card
| 17 novembre 2018, ore 16:00 | Gijón Mariners | 14 – 6 referto | Murcia Cobras |  |

## Semifinali
| Las Rozas de Madrid 1º dicembre 2018, ore 17:00 | Las Rozas Black Demons | 21 – 7 referto | Camioneros de Coslada | Campo de Rugby El Cantizal |

| Santa Coloma de Gramenet 2 dicembre 2018, ore 11:30 | Badalona Dracs | 47 – 10 referto | Gijón Mariners | Campo de Fútbol Badalona Sud |

## Finale
| Guadalajara 15 dicembre 2018, ore 17:30 | Badalona Dracs | 24 – 0 referto | Las Rozas Black Demons | Estadio Pedro Escartín |

## Verdetti
- Badalona Dracs Vincitori della Copa de España 2018